# 13e cérémonie des Razzie Awards

La 13e cérémonie des Golden Raspberry Awards s'est déroulée le 20 mars 1993 à l'hôtel Hollywood Roosevelt pour désigner le pire de ce que l'industrie cinématographique a pu offrir en 1992. La liste des nommés est ci-dessous, avec en gras celui qui a reçu le titre.

## Pire film
Une lueur dans la nuit (Shining Through) (20th Century Fox)
- Bodyguard (Warner Bros.)
- Christophe Colomb : La découverte (Christopher Columbus: The Discovery) (Warner Bros.)
- Sang chaud pour meurtre de sang-froid (Warner Bros.)
- Newsies (Disney)

## Pire acteur
Sylvester Stallone dans Arrête, ou ma mère va tirer ! (Stop! Or My Mom Will Shoot!)
- Kevin Costner dans Bodyguard
- Michael Douglas dans Basic Instinct et Une lueur dans la nuit (Shining Through)
- Jack Nicholson dans Hoffa and Man Trouble
- Tom Selleck dans Folks!

## Pire Actrice
- Melanie Griffith dans Une lueur dans la nuit (Shining Through) et Une étrangère parmi nous (A Stranger Among Us)
  - Kim Basinger dans Cool World et Sang chaud pour meurtre de sang-froid
  - Lorraine Bracco pour le rôle du Dr Rae Crane dans Medicine Man
  - Lorraine Bracco pour le rôle de Ellen Schofield dansTraces de sang
  - Whitney Houston dans Bodyguard
  - Sean Young dans Love Crimes

## Pire second rôle masculin
Tom Selleck dans Christophe Colomb : La découverte (Christopher Columbus: The Discovery)
- Alan Alda dans Intimes Confessions (Whispers In The Dark)
- Marlon Brando dans Christophe Colomb : La découverte (Christopher Columbus: The Discovery)
- Danny DeVito dans Batman : Le Défi
- Robert Duvall dans Newsies

## Pire second rôle féminin
Estelle Getty dans Arrête, ou ma mère va tirer ! (Stop! Or My Mom Will Shoot!)
- Ann-Margret dans Newsies
- Tracy Pollan dans Une étrangère parmi nous (A Stranger Among Us)
- Jeanne Tripplehorn dans Basic Instinct
- Sean Young dans Banco pour un crime (Once Upon a Crime)

## Pire réalisateur
David Seltzer pour Une lueur dans la nuit (Shining Through)
- Danny DeVito pour Hoffa
- John Glen pour Christophe Colomb : La découverte (Christopher Columbus: The Discovery)
- Barry Levinson pour Toys
- Kenny Ortega pour Newsies

## Pire scénario
Arrête, ou ma mère va tirer ! (Stop! Or My Mom Will Shoot!), ecrit par Blake Snyder et William Osborne & William Davies
- Bodyguard, écrit par Lawrence Kasdan
- Christophe Colomb : La découverte (Christopher Columbus: The Discovery), scénario de John Briley et Cay Bates et Mario Puzo
- Sang chaud pour meurtre de sang-froid, scénario de Wesley Strick, histoire de Robert H. Berger, M.D. (consultant), et Strick
- Une lueur dans la nuit (Shining Through), adapté par David Seltzer, du roman de Susan Isaacs

## Pire révélation
Pauly Shore dans Encino Man (titre canadien : L'homme d'Encino)
- Georges Corraface dans Christophe Colomb : La découverte (Christopher Columbus: The Discovery)
- La coupe de cheveux militaire de Kevin Costner dans Bodyguard
- Whitney Houston dans Bodyguard
- L'hommage de Sharon Stone à Theodore Cleaver dans Basic Instinct

## Pire chanson 'originale'
"High Times, Hard Times" de Newsies, musique de Alan Menken, paroles de Jack Feldman
- "Book of Days" de Horizons lointains (Far and Away) de Ron Howard, musique de Enya, paroles de Roma Ryan
- "Queen of The Night" de Bodyguard, écrite par Whitney Houston, L.A. Reid, Babyface et Daryl Simmons